# Otona no Radio Alexandria
『Otona no Radio Alexandria』（オトナ・ノ・ラジオ・アレキサンドリア）は、2021年4月1日からinterfm、同年10月1日からはJFN加盟局で放送されているラジオ番組。

## 概要
プレミアム世代（60～70代）へ向けた文化情報発信番組（番組内では「サードプレイス」と表現）。
開始後半年間はInterFM897制作、同局のみで放送されていたが、2021年10月1日より制作をJFNCに移管、JFNのBライン番組としてJFN系列加盟局へのネットを開始。InterFM897制作の帯番組としては初めてJFN系列へ進出することとなる。ロバート・ハリスはJ-WAVEを中心にラジオパーソナリティーとしても活動しており、InterFM897・JFNCとも初のレギュラー番組となる。
2021年4月の番組開始から同年9月まではInterFM897の制作でありながら、自社のスタジオは使用せずに制作を行うE.A.Uの本社内にあるスタジオを使用していた。そのため、番組内ではスタジオのある六本木の話題が良く出されていた。2021年10月からは制作がJFNCとなり、スタジオも半蔵門にあるFMセンターに切り替わった。またInterFM897でのメール受付の終了とTwitterで投稿する際のハッシュタグの変更が行われている。AuDee内にも番組サイトが開設され、番組記事についてはInterFM897内にある番組サイトと並行して運用されている。
JFNCへ移管後もInterFM897の番組として扱われることが多く、一部番組ジングルにステーション名が挿入されている他、2023年2月に同局で実施された「Find Your Colors 1st Anniversary」企画のTシャツ企画にて、同局の番組として番組Tシャツの制作が行われた。
なお11:00 - 11:30についてはJFN系列局ではTOKYO FM制作番組をネットしているため、同時間帯はInterFM897のみへのJFNCからの送出となる。またJFN系列局では途中で飛び降り・飛び乗りを行う局があるため、各ネット局ごとの詳細な放送時間については下記放送局欄や各局の公式ホームページ・タイムテーブル等を参照すること。

## 出演者
- ロバート・ハリス

代理出演
いずれもロバート・ハリスの休暇もしくは体調不良によるもの。
|   | 出演者         | 放送日 |
| - | -------------- | --- |
| 1 | 高橋慎一       | 2021年8月30日 - 9月3日 2022年4月14日 - 15日、8月5日、11月14・16 - 18日 2023年5月22日 - 26日、8月29・31日、9月1日 2024年2月5日、9月27日、10月9日 - 23日 |
| 2 | リリー・リナエ | 2021年11月15日 - 19日 2022年4月11日 - 13日、6月7日 |
| 3 | Chigusa        | 2022年8月4日・8日、11月15日 |
| 4 | ハービー・山口 | 2023年8月30日 |
| 5 | 千倉真理       | 2024年2月6日 - 2月9日 |
| 6 | 古溪光大       | 2024年9月2日 - 9月6日 |
| 7 | 玉井夕海       | 2024年10月24日 - 26日、12月6日 - |

## 放送時間
※JST表記

### 現在
interfm
- 月曜 - 金曜 11:00 - 12:55（2022年4月1日 - ）

JFN加盟局
- 月曜 - 金曜 11:30 - 12:55（2021年10月1日 - ）

### 過去
interfm
- 月曜 - 金曜 11:00 - 13:24（2021年4月1日 - 9月30日[1]、ローカル放送）
- 月曜 - 金曜 11:00 - 12:54（2021年10月1日[5] - 2022年3月31日）

## 放送局

### 現在
2025年6月現在
全局、「radiko」・「radiko.jpプレミアム」で聴取可能。放送曜日の多い順→放送時間の早い順に記載。
祝日などは局により特番編成が組まれる場合があるため、放送時間を臨時に変更する場合がある。
以下は備考欄の凡例。
- 11時台のネット状況について
  - N1：JFNニュース（11:55 - 12:00）を差し替えなしでそのまま放送する局
  - N2：JFNニュース（11:55 - 12:00）を放送するが、番組タイトルを独自のニュース番組タイトルに差し替える局
  - N3：JFNニュース（11:55 - 12:00）を放送せず、ローカルニュースまたは別番組を放送する局

| 放送対象地域   | 放送局名                                     | 放送時間                                                       | 放送期間         | 中断 | 備考   |
| -------------- | -------------------------------------------- | -------------------------------------------------------------- | ---------------- | --- | ------ |
| [ 注 6 ]       | InterFM897（interfm）                        | 平日 11:00 - 12:55                                             | 2021年4月1日 -   | | N3     |
| 石川県         | エフエム石川（HELLO FIVE）                   | 平日 11:30 - 12:55                                             | 2021年10月1日 -  | 11:55 - 12:00：FM石川ニュース | N3     |
| 福井県         | 福井エフエム放送（FM FUKUI）                 | 平日 11:30 - 12:55                                             | 2021年10月1日 -  | 11:49 - 11:55：快適生活ラジオショッピング（月曜 - 木曜） 11:55 - 12:00：FM福井ニュース                                               | N3     |
| 岐阜県         | エフエム岐阜（FM GIFU）                      | 平日 11:30 - 12:55                                             | 2021年10月1日 -  | 11:50 - 11:55：快適生活ラジオショッピング 12:49 - 12:52 水曜：岐阜SUZUKI Run Run ランチ 木曜：長谷部優 CHERRING YOU! ～Have Dreams～ | N1     |
| 鹿児島県       | エフエム鹿児島（μFM）                        | 平日 11:30 - 12:55                                             | 2022年4月1日 -   | 11:55 - 12:00：エフエム鹿児島ニュース 12:43 - ：交通情報                                                                             | N2     |
| 徳島県         | エフエム徳島（FM TOKUSHIMA）                 | 月曜 - 木曜 11:30 - 11:55 金曜 12:00 - 12:55                   | 2021年10月1日 -  | 11:55 - 12:00：FM徳島ニュース | N3     |
| 岡山県         | 岡山エフエム放送（FM OKAYAMA）               | 月曜・火曜 12:00 - 12:49 水曜 - 金曜 11:30 - 12:49             | 2021年10月1日 -  | 11:55 - 12:00：News Time | N3     |
| 三重県         | 三重エフエム放送 （レディオキューブ FM三重） | 平日 12:00 - 12:55                                             | 2021年10月1日 -  | 11:55 - 12:00：レディオキューブ ニュース&ウェザー                                                                                    | N3     |
| 秋田県         | エフエム秋田（AFM）                          | 平日 12:00 - 12:55                                             | 2021年10月1日 -  | 11:55 - 12:00：AFMさきがけニュース                                                                                                   | N3     |
| 福島県         | エフエム福島（ふくしまFM）                   | 平日 12:00 - 12:55                                             | 2021年10月1日 -  | |        |
| 岩手県         | エフエム岩手（FM IWATE）                     | 月曜 11:30 - 11:55 火 - 木曜 11:30 - 12:55                     | 2021年10月4日 -  | | N1     |
| 青森県         | エフエム青森（AFB）                          | 月曜・金曜 11:30 - 11:55 火 - 木曜 11:30 - 12:55               | 2021年10月4日 -  | 11:51 - 12:00：地域情報、青森県営・青森県営柳町駐車場情報                                                                            | N3     |
| 山形県         | エフエム山形（Rhythm Station）               | 月曜、火曜 12:00 - 12:55 水曜、木曜 11:30 - 12:55              | 2021年10月4日 -  | 11:55 - 12:00：FM山形ニュース（水曜、木曜）                                                                                          | N2     |
| 宮崎県         | エフエム宮崎（JOY FM）                       | 月曜 - 木曜 11:30 - 12:55                                      | 2021年10月4日 -  | 11:54 - 12:00：快適生活ラジオショッピング 12:49 - 12:52 月曜 - 水曜：JOY FM INFORMATION 木曜：C-WAVE NETWORK                         | N3     |
| 長野県         | 長野エフエム放送（FM長野）                   | 月曜 - 木曜 11:30 - 12:55                                      | 2021年10月4日 -  | 11:55 - 12:00：FM長野ニュース | N2     |
| 長崎県         | エフエム長崎（FM Nagasaki）                  | 月曜 - 木曜 11:30 - 12:55                                      | 2021年10月4日 -  | 11:54 - 12:00：快適生活ラジオショッピング 12:49 - 12:52：smile select                                                                | N3     |
| 広島県         | 広島エフエム放送（HFM）                      | 月曜 - 木曜 11:30 - 12:49                                      | 2021年10月4日 -  | 11:55 - 12:00：ニュース・天気予報 12:49 - 12:52 月曜・水曜・木曜：HFM POWER PLAY 火曜：HFMインフォメーション                         | N3     |
| 高知県         | エフエム高知（Hi-Six）                       | 月曜・木曜 12:00 - 12:45 火曜 11:30 - 12:45 水曜 12:00 - 12:55 | 2021年10月4日 -  | | N1     |
| 栃木県         | エフエム栃木（RADIO BERRY）                  | 月曜 - 木曜 12:00 - 12:49 金曜 11:30 - 11:55                   | 2021年10月4日 -  | |        |
| 島根県・鳥取県 | エフエム山陰（V-air）                        | 月曜 - 木曜 12:00 - 12:49                                      | 2021年10月4日 -  | | [ 11 ] |
| 群馬県         | エフエム群馬（FM GUNMA）                     | 月曜 - 水曜、第3 - 5木曜 12:00 - 12:55 祝日水曜 11:30 - 12:55  | 2021年10月14日 - | 12:49 - 12:52 月曜 - 水曜：お天気情報                                                                                                |        |
| 富山県         | 富山エフエム放送（FMとやま）                 | 月曜 - 火曜 11:30 - 12:55                                      | 2021年10月4日 -  | | N1     |

### 過去
放送終了時点のネット体制を表記
| 放送対象地域 | 放送局名               | 放送時間                                     | 放送期間                      | 中断                                      | 備考 |
| ------------ | ---------------------- | -------------------------------------------- | ----------------------------- | ----------------------------------------- | ---- |
| 山口県       | エフエム山口（FMY）    | 月曜 12:00 - 12:55 火 - 木曜 11:30 - 12:55   | 2021年10月1日 - 2023年3月30日 | 12:45 - 12:50：快適生活ラジオショッピング | N1   |
| 香川県       | エフエム香川（FM香川） | 水曜・木曜 11:30 - 12:55                     | 2021年10月6日 - 2022年3月31日 | 11:55 - 12:00：FM香川ニュース             | N2   |
| 佐賀県       | エフエム佐賀（FMS）    | 月曜 - 木曜 11:30 - 12:55 金曜 12:00 - 12:55 | 2021年10月1日 - 2025年5月30日 | 11:55 - 12:00：FM佐賀ニュース             | N3   |

## タイムテーブル
2022年4月現在
- 11:00 - オープニング(1)・Topic from Reuters
  - ここから11:30まではinterfmのみに放送。ロイター情報提供によるニュースをロバート・ハリスによる英語と日本語で読み上げる[注 20]。
- 11:10 - MUSEION（ゲストコーナー）
- 11:31 - オープニング(2)
  - ここからinterfm以外の一部のネット局が飛び乗り。JFN系における前番組『Simple style -オヒルノオト-』と同様に11:30にジングルのみを流して、カウキャッチャーCM（一部のネット局ではフィラー）を1分間挟んでいる。
- 11:32 - River NILE Part1
- 11:43 - 生き物の物語
- 11:51 - 11時台エンディング
- 11:53 - River NILE Part2（interfmのみ）
  - JFN系列局ではこのコーナーは放送されず、この時間で飛び降りる一部のネット局向けのコメントを流したあと、11:54 - 11:55までJFNCからの裏送りでBGMをそのまま流し、11:55からの別番組を放送する[注 21]。
- 12:00 - 12時台オープニング

※尚、各オープニングのBGMは、番組開始後しばらくは、同じinterfmにて日曜日の同時間帯に放送されている「Lazy Sunday」と共通であったが、2022年10月より、ラテン音楽風に編曲された「交響曲第40番 ト短調 K.550」に変更された。　
- 12:04 - SELF PORTRAIT
- 12:18 - River NILE Part3
- 12:32 - 大人のサード・プレイス
- 12:43 - ローカル編成
  - 12:46 -JFN系列局:BGMやメッセージ紹介（または局別ローカルコーナー・別番組）
  - 12:43 -interfmのみ:River NILE Part4
- 12:52 - エンディング

ボビー・マクファーリンの「Don't Worry Be Happy」のイントロをバックに、ハリスがその日の番組の感想ならびに自身が出演するイベント等の告知を伝え、「ここまでのお相手は、ロバート・ハリスでした。（）Bye!」の締めの挨拶の後に、前述の「Don't Worry Be Happy」の歌の部分が流れ、やがて3番の部分に差し掛かったところで、曲自体がフェードアウトとなり、番組が終了する。

## 主なコーナー
- River NILE - テーマに沿った3曲程度の選曲コーナー。11時台前半は概ね邦楽が、12時台後半では概ねジャズが選曲される。基本的に11時台および12時台に2回ずつ放送されるが、2回目と4回目はinterFMのみの放送であり、それ以外の局ではローカル編成となっている為、放送されない。
- SELF PORTRAIT - DJのロバート・ハリスによる「自遊時間」とされており、フリートークがメインのコーナー。
- 大人のサード・プレイス - プレミアム世代のサード・プレイスを音楽で巡るコーナー。2021年4月から9月までの毎週金曜日は作家の吉村喜彦が出演していた。現在は毎週金曜日のみ、写真家のハービー山口が出演している。

## 放送事故・ハプニング
- 2022年11月8日の放送回において、突然音声が放送されない状態になるトラブルが発生した。放送機材の不具合が原因で番組終了までフィラー用の音楽を流すなどして対応した。一時、ロバート・ハリスが「復旧作業を行っている」などと説明したものの、それ以降も通常の放送が行えず、その日の放送を終了した。放送できなかった内容は、翌日に放送するなどした[13][14]。